# Santana (Ijuí)
Santana é um distrito rural do município brasileiro de Ijuí, no estado do Rio Grande do Sul.